# Teemu Salo
Teemu Salo (n. 11 februarie 1974, Hyvinkää, Uusimaa Province⁠(d), Finlanda) este un jucător de curl ce a reprezentat Finlanda, medaliat olimpic. A participat la o ediție a Jocurilor Olimpice (2006) în care a câștigat o medalie de argint.

## Participări
Lista de mai jos prezintă principalele competiții la care a participat Teemu Salo de-a lungul carierei.
- Curling ai XX Giochi olimpici invernali[*]